# Тюрин, Юрий Георгиевич
Юрий Георгиевич Тюрин (31 июля 1948, Москва — 18 ноября 2017) — советский хоккеист, Заслуженный мастер спорта, чемпион мира и чемпион Европы.
Участник суперсерии сб. СССР — Канада-ВХА 1974 года, клубных суперсерий СССР — НХЛ 1975-76, «Крылья Советов» — НХЛ 1978-79 (обоих — в составе «Крыльев Советов»); в суперсерии 1977-78 играл за московский «Спартак» против клубов НХЛ.
Похоронен на Троекуровском кладбище (18 участок).

## Достижения
- Чемпион СССР 1974, второй призёр чемпионатов СССР 1975, третий призёр 1973 и 1978 гг.
- Обладатель Кубка СССР 1974 гг.
- Обладатель Кубка европейских чемпионов 1977 г.
- Чемпион мира и Европы 1975 г. (8 матчей, 2 шайбы).